# Pindoba
Pindoba este un oraș în statul Alagoas (AL) din Brazilia.